# Motorola W220
El Motorola W220 es un teléfono móvil de gama baja para la red GSM, que se introdujo en 2006. El teléfono tiene radio FM y pantalla de 65k colores.